# The Hey Song

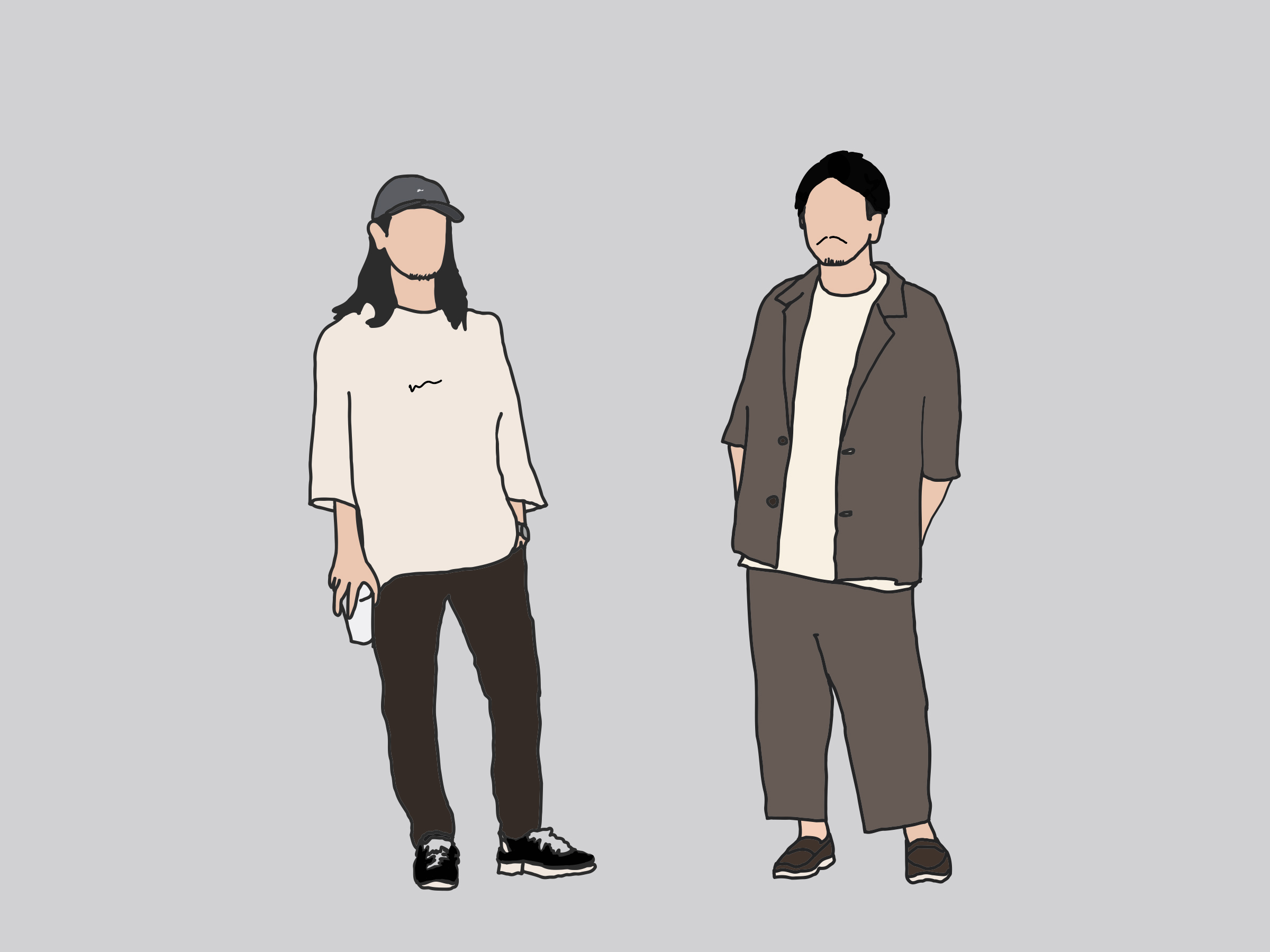

The Hey Song（ザ ヘイ ソング）は、ベーシスト/作曲家落合"キット"慶太とギタリスト古池友也による日本のインストゥルメンタルバンド。

## メンバー
Bass：落合"キット"慶太
- 1985年4月2日生まれ A型。
- 愛知県小牧市出身（埼玉県入間郡出生）。
- ベースの他アップライトベース、ギター、キーボード、プログラミング担当。
- 名古屋のライブハウスJAMMIN'の店長。Ibanezアーティスト。
- レコーディング/ミックスやジャケット/アーティスト写真のイラストデザインも担当することがある。
- 過去にADAM atやSiM等のサポート、伊地知潔&ADAM atによるジャムセッションバンドのベースも務める。
- FM AICHI「J@MMIット!!」パーソナリティ（2018/4-2021/3）。
- SBSラジオ「ADAM atの詞がないラジオ」（2018/10-2025/3）にてADAM atと共にパーソナリティを担当、不定期で出演。
- カメラが趣味。

Guitar：古池友也（2018年〜サポート、2023年7月〜正式メンバー）
- 1978年9月12日生まれ。
- 愛知県蒲郡市出身。
- 元sozoro座mode。
- 過去にADAM at、ユッコ・ミラー、ナツノコエ等のサポートを務める。
- 登山、バイク、カメラが趣味。

## 元メンバー
Piano：芝田育代（2014年-サポート、2018年-2022年3月正式メンバー）
- 1991年2月13日生まれ。
- 愛知県名古屋市出身。
- ピアノの他にエレクトリックピアノ、オルガン、シンセサイザーも演奏。IKUとしてソロ活動。

## 主なサポートメンバー
- Piano：伊藤誠人(いとまとあやこ、palitextdestroy)
- Drums：荒木春佳

### 主な旧サポートメンバー
- Piano：ADAM at、モリシタマミ
- Drums：鈴村アキヒデ（AVOCAD BOYS）、伊藤隆郎（TRI4TH）、齋藤洋平（ex.JABBERLOOP）、Yuki Tabo（EASTOKLAB）、戸谷太一、伊藤圭祐、片桐伸和（Stance Tongue）*レコーディングのみ参加
- Guitar：橋本孝太、潮谷領二（folt）、木野 貴瑛、Yusaku

#### ライブでのゲスト参加
- Sax：辻本美博（Calmera / POLYPLUS）、 織田祐亮（TRI4TH）
- Trumpet：MAKOTO（JABBERLOOP）
- Violin：tami（TAMIW）
- Guitar：ササキヒロシ

## 来歴
- 2014年　年末に一度限りの企画物として初ライブ。
- 2015年　落合"キット"慶太のソロプロジェクトとして本格的に活動開始。
- 2016年　会場限定デモCD「vital」発売。1,000枚以上が早々に完売。
- 2017年　自主1stデジタルシングル「morning view」リリース。iTunes Storeジャズチャート1位獲得。
- 2018年　芝田育代が正式加入。
- 2019年　ビクターエンタテインメントよりメジャー・デビュー。
  - V.A.TOWER RECORDS PRESENTS『SCENES』Victor Jazz Nation参加。
    - （他収録者：ADAM at・SANOVA・Schroeder-Headz・jizue）

  - 1stミニアルバム「seed」をタワーレコード限定でリリース。TOWER RECORDS JAZZチャートデイリー1位・ウィークリー2位獲得、iTunes Store JAZZアルバムチャート1位獲得。Apple Music、マクドナルド店内BGMの公式プレイリストに選曲される。
  - 「seed Release Tour」2019/9/7〜12/26
    - 豊橋club KNOT
      - 共演　sozoro座mode / jam da bomb

    - 川口SHOCK ON
      - 共演　FAT PROP / Puskás

    - 竹原酒蔵交流館
      - 共演　ADAM at / sozoro座mode

    - 渋谷LOFT HEAVEN
      - 共演　Ryu Matsuyama / Gecko&Tokage Parade

    - 鯖江惣-so-
      - 共演　Nabowa

    - 心斎橋Music Club JANUS
      - 共演　colspan / Gecko&Tokage Parade / Groove Travelers

    - 名古屋JAMMIN' 
      - 共演　岩崎愛feat.ADAM at / Ryu Matsuyama
      - TOUR FINAL

    - 浜松G-SIDE
      - 共演　Keishi Tanaka / DJ ADAM at
      - 台風のため延期となり裏ファイナルとなった

- 2020年 J-BOX Entertainmentより韓国デビュー。
  - 2ndミニアルバム「New Horizon」をタワーレコード限定でリリース。各チャート上位を獲得。同社より上半期JAZZのマストアイテムとして評される。新型コロナウイルスの影響で発売日が変更となった。
  - 「NEW HORIZON RELEASE TOUR」2020/9/27〜10/25
    - 心斎橋Music Club JANUS
      - 共演　sozoro座mode / shule And christmas

    - 下北沢SHELTER
      - 共演　ENTHRALLS
      - ゲストギター　橋本孝太

    - 浜松G-SIDE（SOLDOUT）
      - ワンマン

    - 名古屋JAMMIN'（SOLDOUT）
      - ワンマン
      - ゲストVJ：TADASHI HOSHINO
      - TOUR FINAL
- 2022年
  - 3月27日　「IMAIKE GO NOW 2022」をもって芝田育代脱退。
  - 8月15日　2ndデジタルシングル「Sunflower」リリース。ドミ&JD、SOIL&"PIMP"SESSIONSに続いてiTunesStore JAZZチャート3位獲得。
- 2023年
  - 7月1日　古池友也が正式加入。
  - 7月31日　ZIP-FM30周年夏のテーマソングを担当。kisaを迎え初のボーカルfeaturing曲となる。ZIP-FMよりリリース。

### 過去の主な出演歴
- テレビ愛知主催
  - 「WORLD BEER SUMMIT2016 ・ 2017」
- ZIP-FM主催
  - 「SAKAE S-PRING 2023・2024」
  - 「篠島フェス2017・2018・2019」
  - 「ZIP SPRING SQUARE」
  - 「GREEN and GOLD 2022」
- 東海テレビ主催
  - 「東海テレビ感謝祭2016・2017」
- 東海ラジオ公開収録ライブ「ウタアカリ」
- YOKOYURE主催
  - 「GROOVYROOMS2018」
- ADAM at主催
  - 「INST-ALL FESTIVAL2018・2019・2022・2023」
- 「KARIYA JAZZY JAM2016・2019」
- 「IMAIKE GO NOW 2019・2022・2025」
- 「ベルギービールウィークエンド2018・2019・2022・2023」